# Ribat de Sousse
Le ribat de Sousse (arabe : رباط سوسة) est une forteresse située dans la ville de Sousse, à 500 mètres de la côte et au sein de la médina de Sousse, classée au patrimoine mondial de l'Unesco.
Il est considéré comme le ribat le plus ancien de la Tunisie et a servi de modèle pour le ribat de Monastir.

## Histoire
Le ribat de Sousse est construit par le gouverneur abbaside Yazid Ibn Hatim Al Muhallabi (en) aux alentours de 775, avant d'être démoli et reconstruit en 821 par l'émir aghlabide Ziyadat Allah Ier.
La construction du ribat est longtemps attribuée à Ziyadat Allah Ier sur la base de l'unique inscription qui existe à l'intérieur du bâtiment, mais les découvertes effectuées dans les années 1950 montrent que l'actuel ribat a été construit sur la base d'un ancien ribat antérieur à la dynastie aghlabide, et qu'il a servi de modèle au futur ribat de Monastir et non l'inverse.
La première structure du ribat est construite sur les arasements d'une structure byzantine datant du VIe siècle et détruite lors de la conquête arabe. Ce premier ribat avait un plan symétrique et s'apparentait à celui des fortifications byzantines et omeyyades de Syrie.

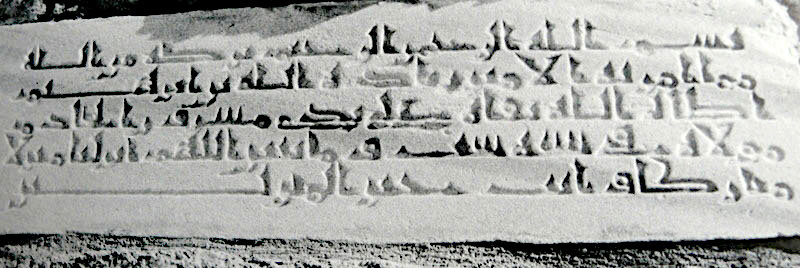
Inscription épigraphique commémorative attestant la nouvelle construction du ribat par Ziyadat Allah Ier.

Le ribat est agrandi sous le règne d'Ibrahim ibn al-Aghlab qui ordonne à son serviteur Haroun Ibn Moussa de construire une mosquée et quelques chambres pour les moines-soldats. Cependant, l'actuelle architecture du ribat revient à son fils Ziyadat Allah Ier, qui démolit la première structure pour en construire une nouvelle en 821 et lui ajouter une tour de garde du côté sud-est. Une inscription épigraphique commémorative, considérée comme la plus ancienne en son genre en Tunisie, atteste cette nouvelle construction du ribat ; on peut y lire le texte suivant : « Au Nom de Dieu, le Bienfaiteur, le Miséricordieux. Bénédiction de Dieu. Voici ce qu'a ordonné l'émir Ziyâdat Allâh ibn Ibrâhîm, que Dieu prolonge sa durée […] par les mains de Masrûr al-Khâdim [Le serviteur] son affranchi, en l'année 206 / 821. Ô Dieu, fais-nous descendre dans une demeure […] béni. Tu es le meilleur des conducteurs ».
Le nom de l'architecte n'est pas connu mais il est présumé être un émigrant venu de l'Asie Mineure.
Le ribat est endommagé en 1943 lors du bombardement de la ville de Sousse pendant la Seconde Guerre mondiale puis restauré entre 1951 et 1953.
Situé dans le périmètre nord de la médina de Sousse, il fait partie du tissu de ce site classé en 1988 au patrimoine mondial de l'Unesco.

## Bâtiment
Le ribat est édifié sur un plan carré de 38 mètres de côté et s'étage sur deux niveaux ouverts sur une cour centrale de forme rectangulaire (vingt mètres sur seize mètres) bordée de portiques à arcade et entourée de quatre murailles de quatorze mètres de hauteur à l'extérieur. Chaque angle du bâtiment est pourvu d'une tour circulaire de quatre mètres de diamètre et seize mètres de hauteur, à l'exception de l'angle sud-est où se trouve un socle fortifié portant la tour de garde. Au centre de chaque muraille se trouve une tour semi-circulaire de seize mètres de hauteur.
Le niveau supérieur, desservi par deux escaliers du côté du portique sud, accueille les cellules des moines-soldats qui occupent les trois ailes de l'étage, la quatrième aile située au sud-est étant réservée à la salle de prière.
Conçu pour abriter une garnison d'une cinquantaine de moines-soldats, l'architecture du ribat sert de source d'inspiration pour les médersas de l'Afrique du Nord.
Comme pour la plupart des édifices construits par les Arabes après leur conquête de l'Afrique du Nord, des matériaux d'origine byzantine sont utilisés dans la construction du ribat, comme les colonnes à chapiteaux corinthiens.

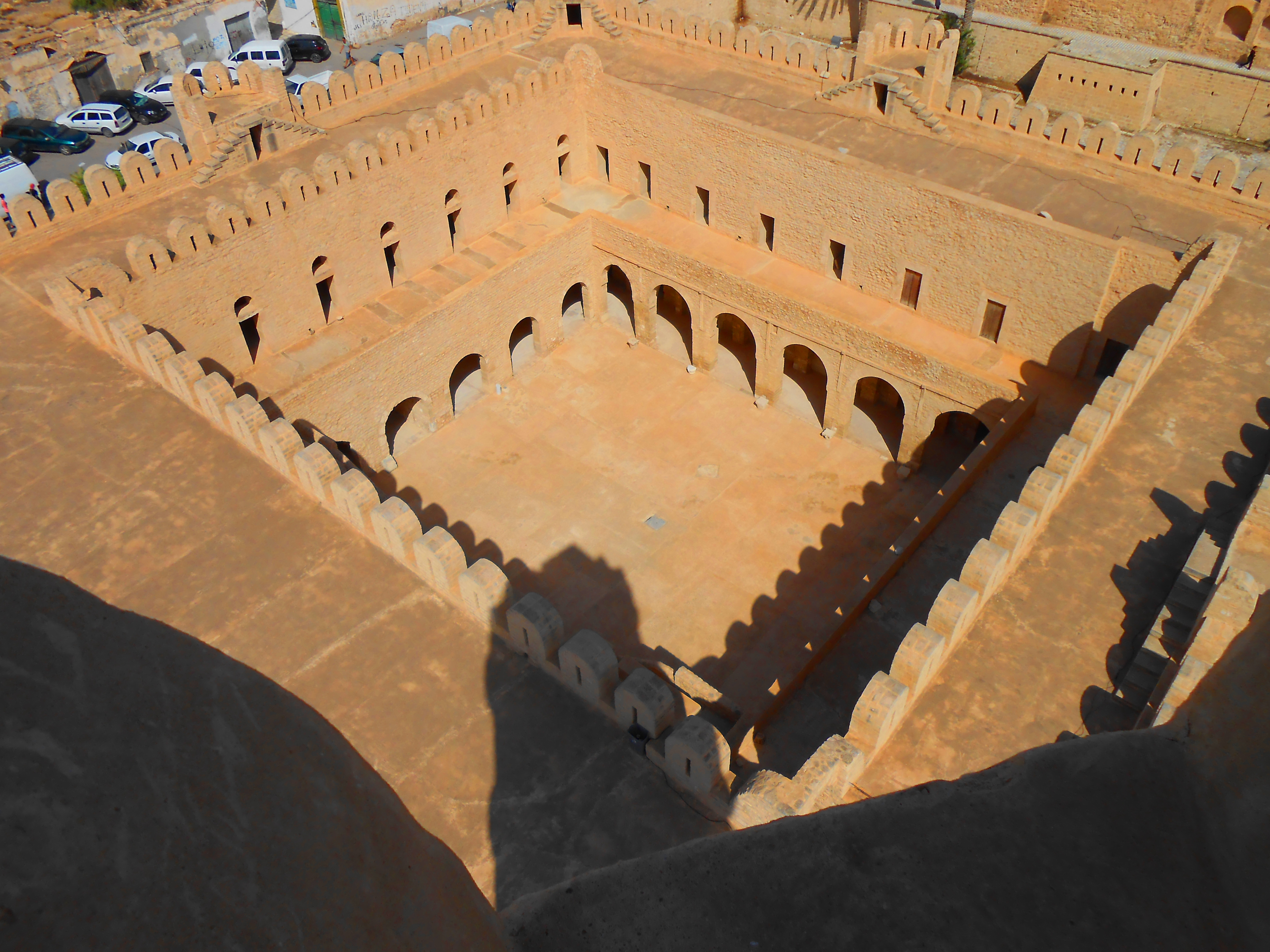
Vue du ribat depuis la tour de garde.
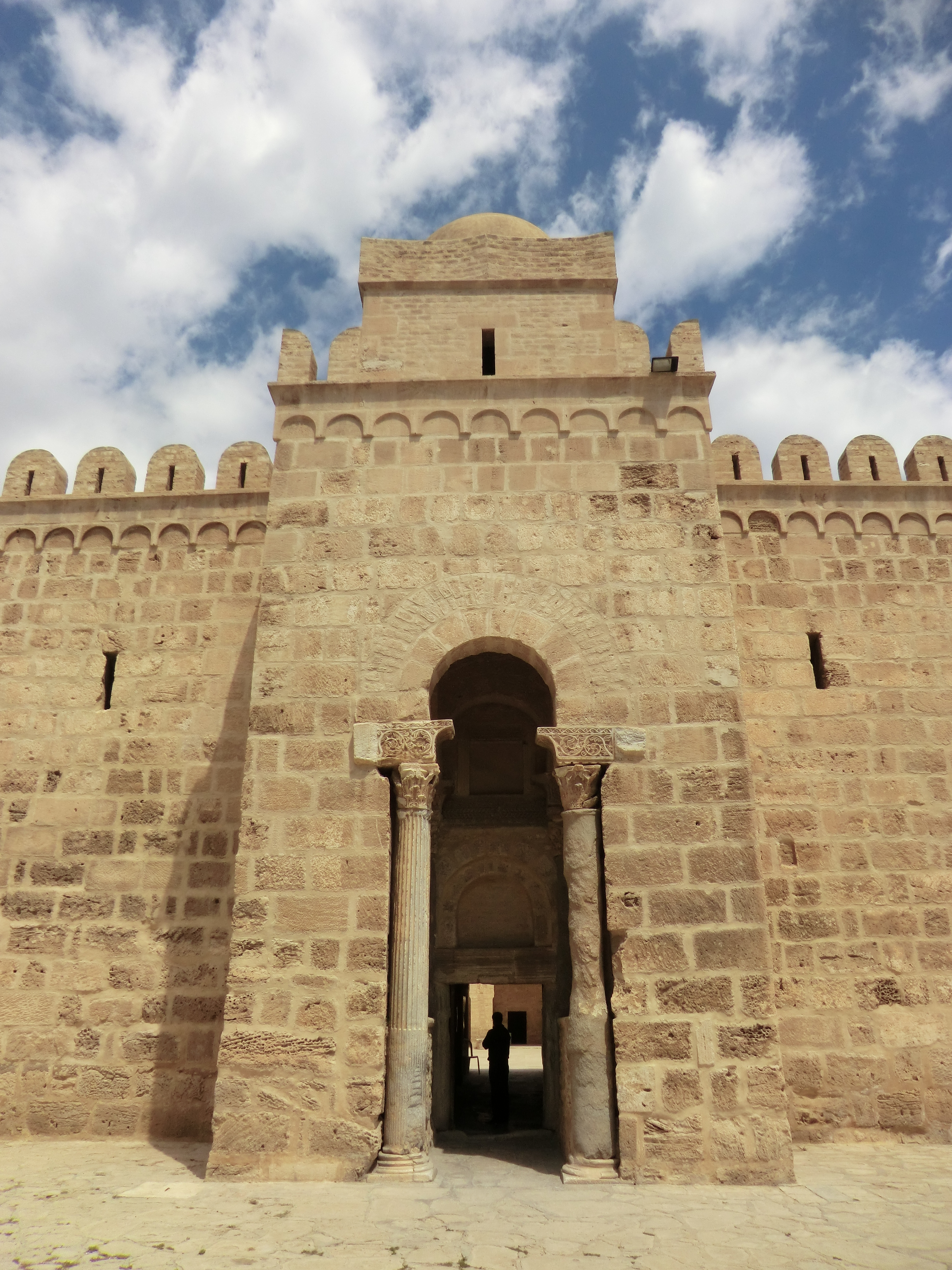
Entrée du ribat.
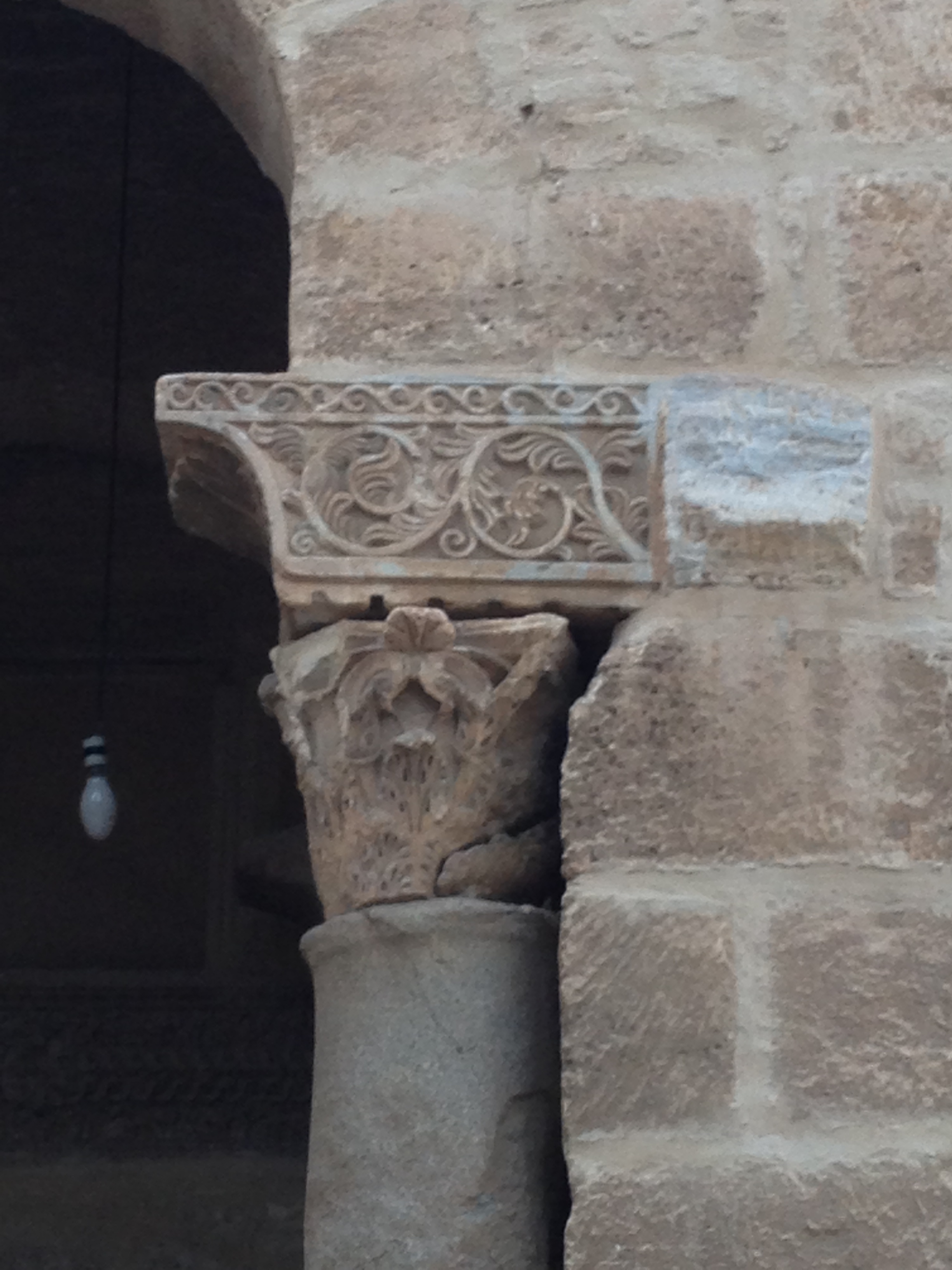
Colonne avec chapiteau corinthien.
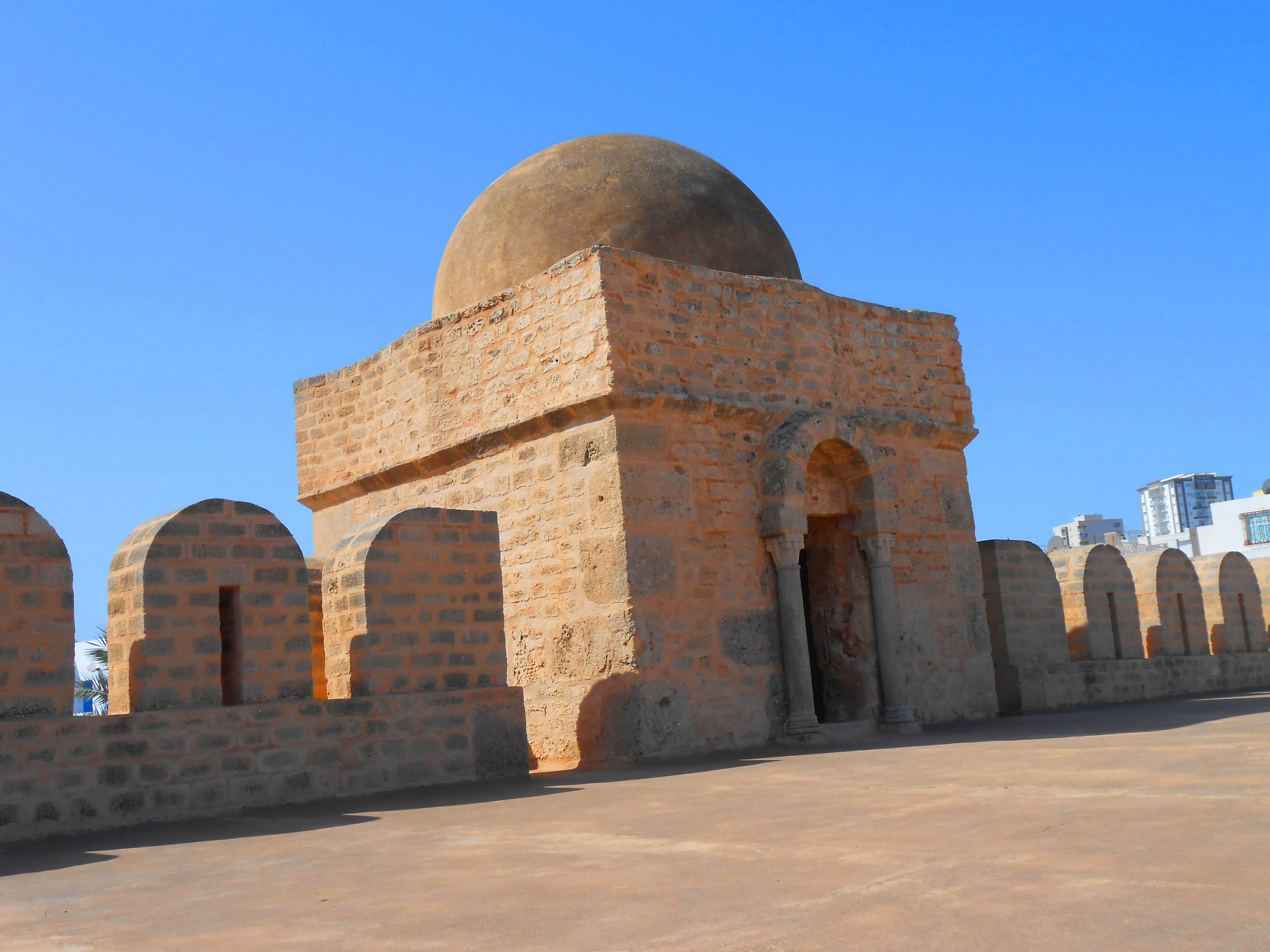
Coupole du porche d'entrée.
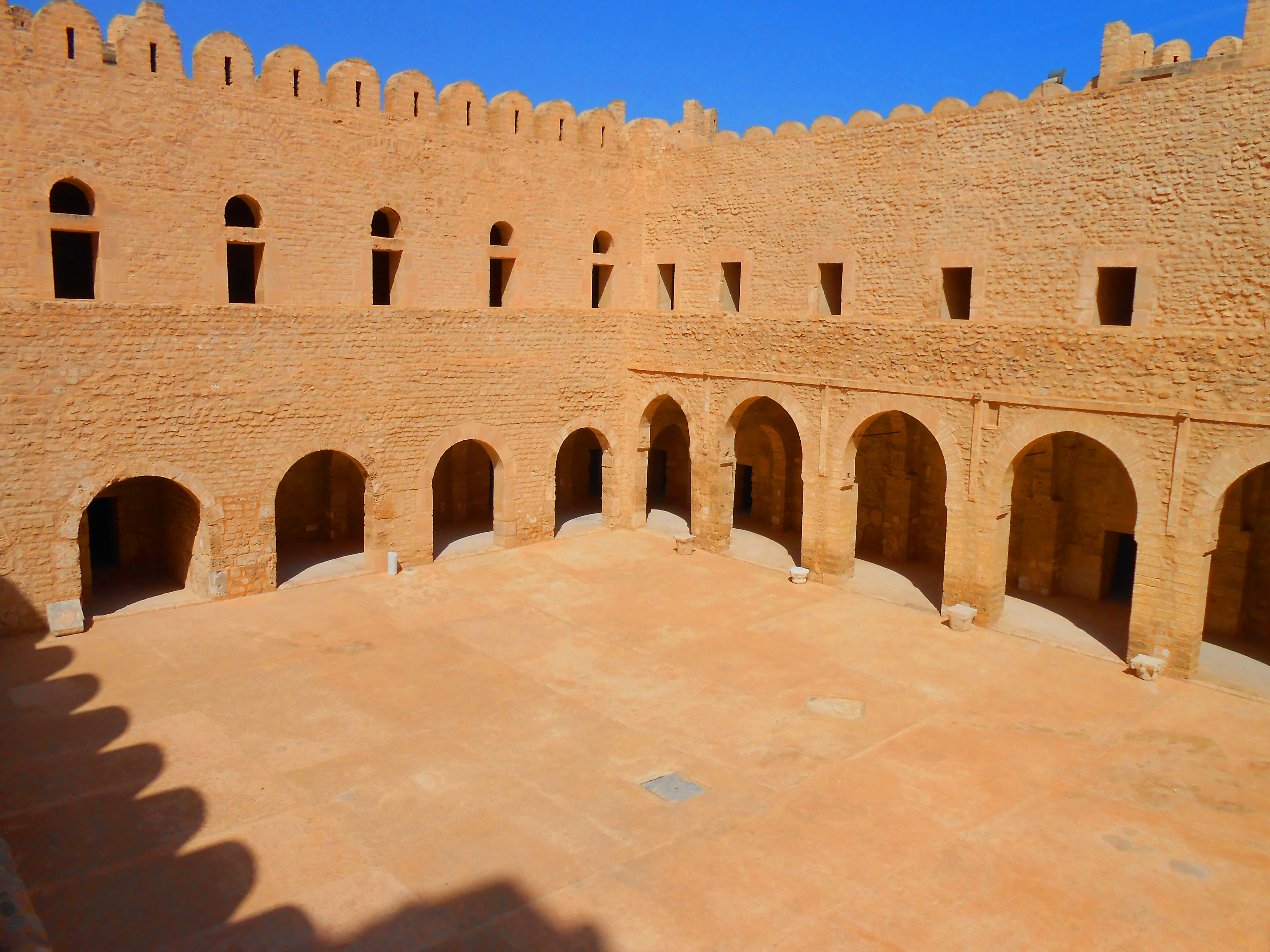
Cour centrale avec les portiques.
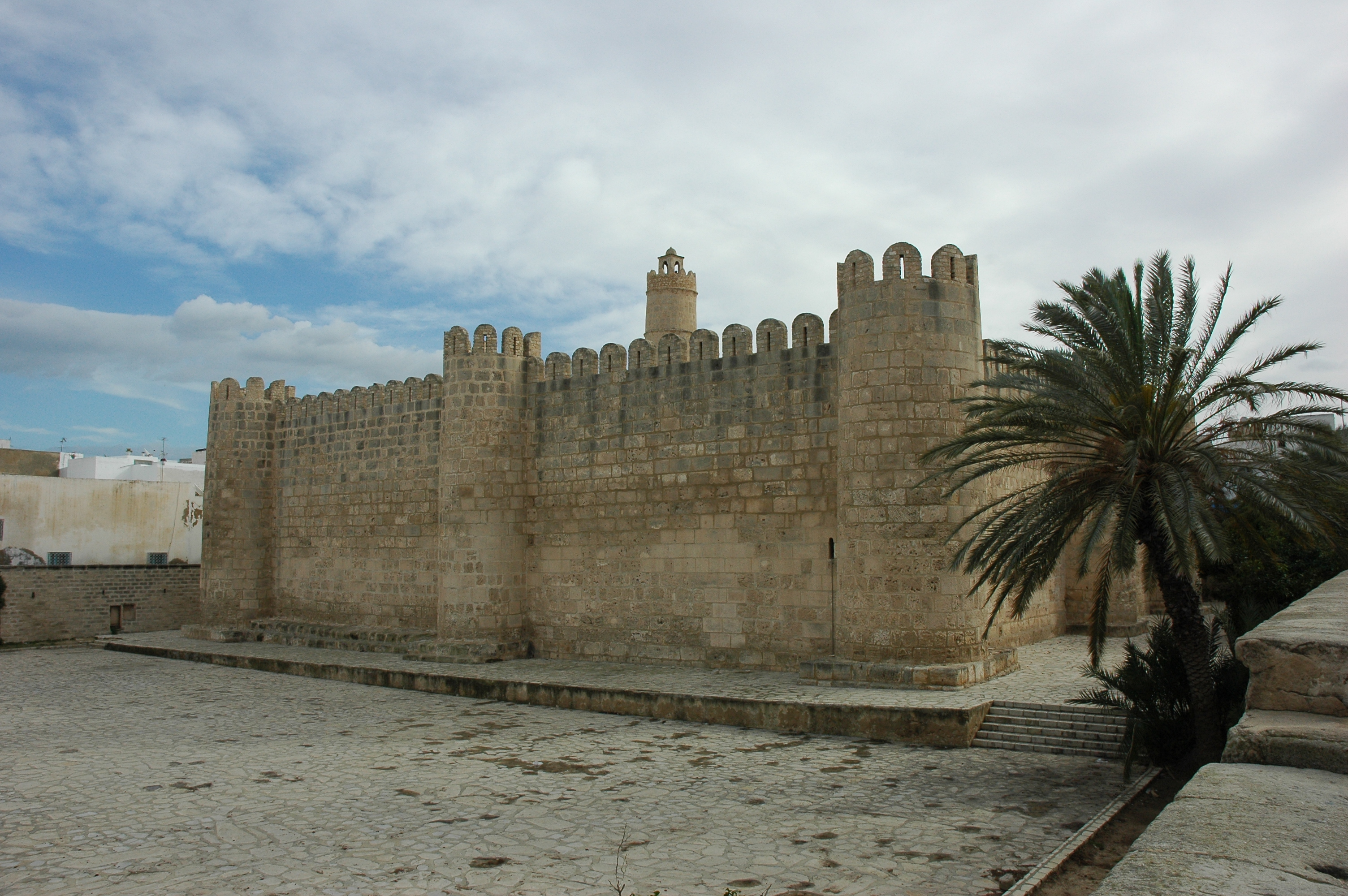
Tours circulaires aux angles du ribat et tours semi-circulaires au centre des murailles.
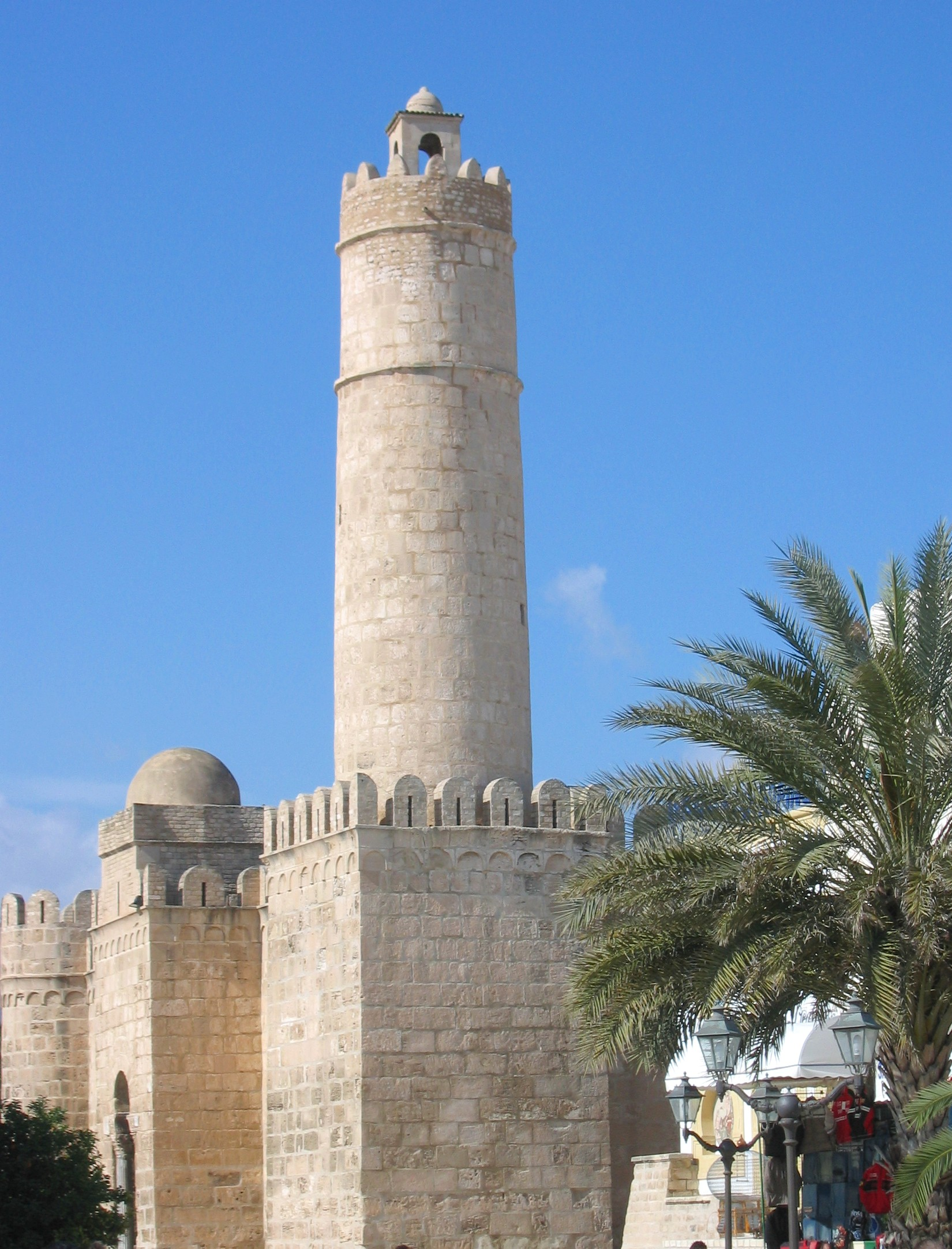
Tour de garde du ribat.

### Entrée

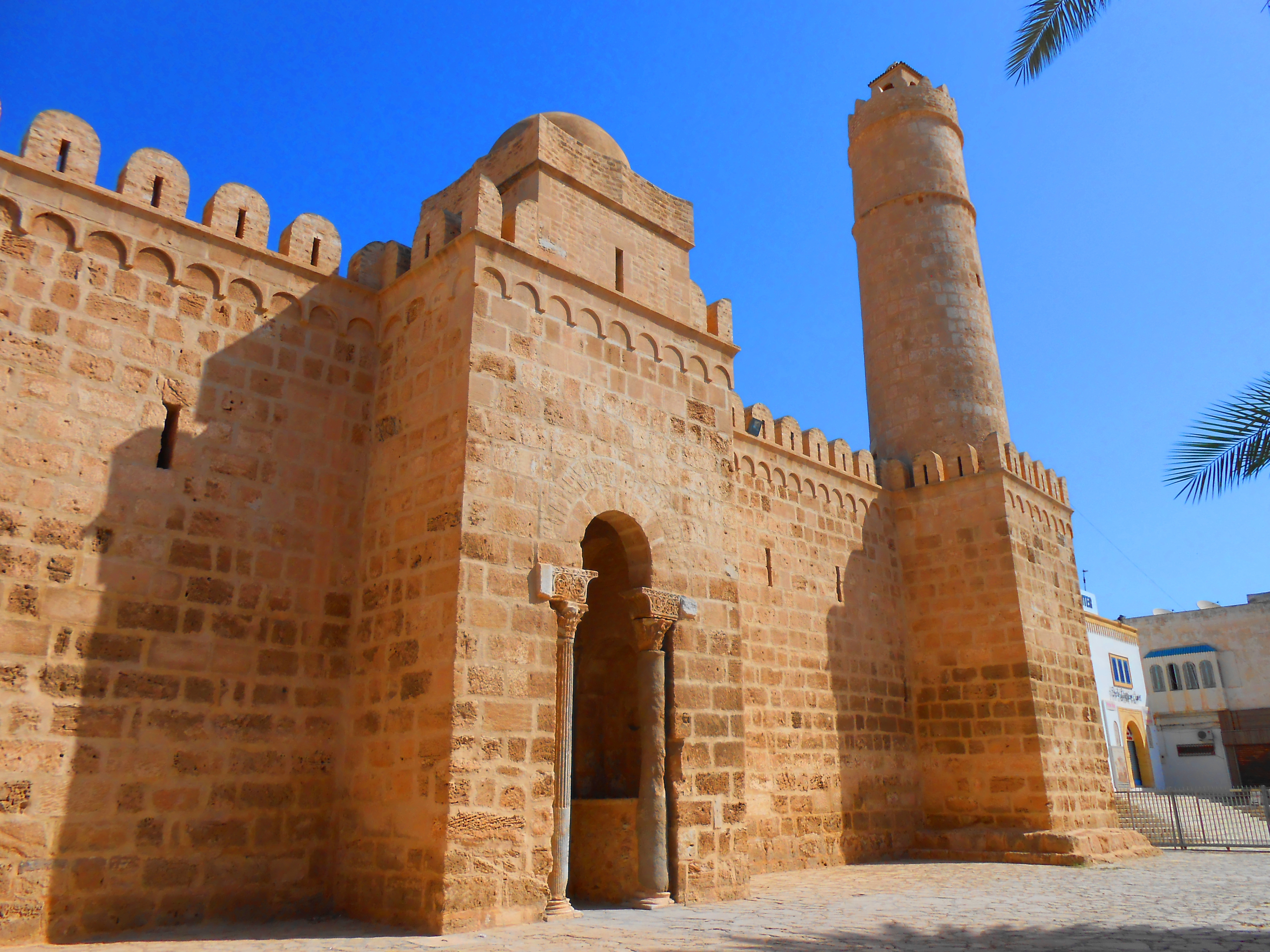
Entrée du ribat et la tour de garde.

L'accès au ribat se fait à travers une seule entrée qui se trouve au centre de la muraille méridionale. L'entrée se fait par un porche comportant une porte de six mètres de hauteur et deux mètres de largeur, flanquée de deux colonnes en marbre et granite à chapiteaux corinthiens,. Le porche est couvert par une pièce abritant un système défensif et comportant une coupole en pierre de taille. La coupole circulaire s'élève à partir d'une base octogonale soutenue par des trompes ; elle est considérée comme étant la plus ancienne en son genre.

### Tour de garde
Le ribat est doté à son angle sud-est d'une tour de garde cylindrique haute de 35 mètres. La tour est élevée sur un socle carré et surmontée par un lanternon couvert d'une petite coupole. Un escalier composé de marches en pierre permet l'accès au balcon qui est situé à une hauteur de 31 mètres.